# جیب‌بر (فیلم ۱۹۷۴)
جیب‌بر (به هندی: Pocket Maar) فیلمی محصول سال ۱۹۷۴ و به کارگردانی رامش لاکانپال است. در این فیلم بازیگرانی همچون درمندرا، سایرا بانو، پریم چوپرا و نظیر حسین ایفای نقش کرده‌اند.